# Deutsche Cadre-71/2-Meisterschaft 1983/84

Veranstaltungsort: Gütersloh

Die Deutsche Cadre-71/2-Meisterschaft 1983/84 ist eine Billard-Turnierserie und fand am 15. Oktober 1983 in Gütersloh zum 36. Mal statt.

## Geschichte
Nachdem Klaus Hose bei dieser Multi-Disziplinen Meisterschaft in Gütersloh bereits drei Titel gewonnen hatte, musste er sich im Cadre 71/2 Wolfgang Zenkner geschlagen geben. Danach äußerte er sich, dass ihm seine Lockerheit bei den ersten Titeln abhandengekommen war. Für Zenkner war es der erste Titel in dieser Billarddisziplin. Titelverteidiger Hans Werkowski setzte sich im Spiel um Platz drei gegen seinen Klubkameraden Harald Gast mit 2:1 Sätzen durch.

## Modus
Gespielt wurde in den Qualifikationsgruppen bis 200 Punkte oder 15 Aufnahmen. In der Endrunde wurden zwei Gewinnsätze bis 100 Punkte gespielt. Das gesamte Turnier wurde mit Nachstoß gespielt. Die Endplatzierung ergab sich aus folgenden Kriterien:
Die Endplatzierung ergab sich aus folgenden Kriterien:
1. Matchpunkte
2. Generaldurchschnitt (GD)
3. Bester Einzeldurchschnitt (BED)
4. Höchstserie (HS)

## Teilnehmer (nach Ausgangsklassement)
1. Hans Wernikowski (Dortmunder BVg 26/35) (Titelverteidiger)
2. Klaus Hose (BSV Duisburg-Hochfeld 74) (GD 39,66)
3. Wolfgang Zenkner (BSV München) (GD 21,70)
4. Harald Gast (Dortmunder BVg 26/35) (GD 15,54)

## Turnierverlauf
| #                      | Name                                       | MP  | GD    | BED   | HS  |
| ---------------------- | ------------------------------------------ | --- | ----- | ----- | --- |
| 1                      | Wolfgang Zenkner (BSV München)             | 4:2 | 21,70 | 33,33 | 095 |
| 2                      | Willi Steinberger (BC Kempten)             | 4:2 | 19,73 | 33,33 | 165 |
| 3                      | Klaus Müller (BC Viktoria 09 Neunkirchen)  | 2:4 | 18,45 | 33,33 | 073 |
| 4                      | Fritz Günther (BC Viktoria 09 Neunkirchen) | 2:4 | 12,64 | 20,00 | 078 |
| Turnierdurchschnitt: ? |                                            |     |       |       |     |

| MP    | Match Punkte (Sieger = 2; Unentschieden = 1; Verlierer = 0) |
| SV    | Satzverhältnis (nur bei Turnieren im Satzsystem)            |
| Pkte. | Erzielte Karambolagen                                       |
| Aufn. | benötigte Aufnahmen                                         |
| GD    | Generaldurchschnitt                                         |
| MGD   | Mannschafts-Generaldurchschnitt                             |
| BED   | Bester Einzeldurchschnitt eines Spielers                    |
| BEMD  | Bester Einzeldurchschnitt einer Mannschaft                  |
| BSD   | Bester Satzdurchschnitt eines Spielers                      |
| HS    | Höchstserie                                                 |
| WRP   | Weltranglistenpunkte                                        |

| #                          | Name                                    | MP  | GD    | BED   | HS  |
| -------------------------- | --------------------------------------- | --- | ----- | ----- | --- |
| 1                          | Klaus Hose (BSV Duisburg-Hochfeld 74)   | 4:2 | 39,66 | 66,66 | 145 |
| 2                          | Thomas Wildförster (BSV Velbert)        | 4:2 | 30,61 | 66,66 | 114 |
| 3                          | Dieter Wirtz (BSV Duisburg-Hochfeld 74) | 4:2 | 18,26 | 25,00 | 080 |
| 4                          | Volker Simanowski (BSV Velbert)         | 0:6 | 7,36  | –     | 029 |
| Turnierdurchschnitt: 22,57 |                                         |     |       |       |     |

| MP    | Match Punkte (Sieger = 2; Unentschieden = 1; Verlierer = 0) |
| SV    | Satzverhältnis (nur bei Turnieren im Satzsystem)            |
| Pkte. | Erzielte Karambolagen                                       |
| Aufn. | benötigte Aufnahmen                                         |
| GD    | Generaldurchschnitt                                         |
| MGD   | Mannschafts-Generaldurchschnitt                             |
| BED   | Bester Einzeldurchschnitt eines Spielers                    |
| BEMD  | Bester Einzeldurchschnitt einer Mannschaft                  |
| BSD   | Bester Satzdurchschnitt eines Spielers                      |
| HS    | Höchstserie                                                 |
| WRP   | Weltranglistenpunkte                                        |

| #                      | Name                                         | MP  | GD    | BED   | HS  |
| ---------------------- | -------------------------------------------- | --- | ----- | ----- | --- |
| 1                      | Harald Gast (Dortmunder BVg 26/35)           | 6:0 | 15,54 | 28,57 | 119 |
| 2                      | Heinz Janzen (BG Bottrop 24)                 | 4:2 | 18,31 | 33,33 | 135 |
| 3                      | Jürgen Diehle (Dortmunder BVg 26/35)         | 2:4 | 12,82 | 13,13 | 051 |
| 4                      | Wolfgang Matz (BC Feldmark 34 Gelsenkirchen) | 0:6 | 9,23  | –     | 038 |
| Turnierdurchschnitt: ? |                                              |     |       |       |     |

| MP    | Match Punkte (Sieger = 2; Unentschieden = 1; Verlierer = 0) |
| SV    | Satzverhältnis (nur bei Turnieren im Satzsystem)            |
| Pkte. | Erzielte Karambolagen                                       |
| Aufn. | benötigte Aufnahmen                                         |
| GD    | Generaldurchschnitt                                         |
| MGD   | Mannschafts-Generaldurchschnitt                             |
| BED   | Bester Einzeldurchschnitt eines Spielers                    |
| BEMD  | Bester Einzeldurchschnitt einer Mannschaft                  |
| BSD   | Bester Satzdurchschnitt eines Spielers                      |
| HS    | Höchstserie                                                 |
| WRP   | Weltranglistenpunkte                                        |

### Finalrunde
| Name             | MP  | SP  | 1. Satz | 2. Satz | 3. Satz | Pkte. | Aufn. | GD    | BSD    | HS  |
| ---------------- | --- | --- | ------- | ------- | ------- | ----- | ----- | ----- | ------ | --- |
| Halbfinale       |     |     |         |         |         |       |       |       |        |     |
| Hans Wernikowski | 0:2 | 0:4 | 75(7)   | 26(1)   |         | 101   | 8     | 12,62 | –      | 28  |
| Klaus Hose       | 2:0 | 4:0 | 100(7)  | 100(1)  |         | 200   | 8     | 25,00 | 100,00 | 100 |
| Wolfgang Zenkner | 2:0 | 4:0 | 100(2)  | 100(4)  |         | 200   | 6     | 33,33 | 50,00  | 95  |
| Harald Gast      | 0:2 | 0:4 | 5(2)    | 12(4)   |         | 17    | 6     | 2,83  | –      | 6   |
| Spiel um Platz 3 |     |     |         |         |         |       |       |       |        |     |
| Hans Wernikowski | 2:0 | 4:2 | 100(3)  | 73(5)   | 100(8)  | 273   | 16    | 17,06 | 33,33  | 55  |
| Harald Gast      | 0:2 | 2:4 | 23(3)   | 100(5)  | 33(8)   | 156   | 16    | 9,75  | 20,00  | 83  |
| Finale           |     |     |         |         |         |       |       |       |        |     |
| Klaus Hose       | 0:2 | 1:3 | 100(4)  | 10(4)   |         | 110   | 8     | 13,75 | 25,00  | 72  |
| Wolfgang Zenkner | 2:0 | 3:1 | 100(4)  | 100(4)  |         | 200   | 8     | 25,00 | 25,00  | 74  |

### Abschlusstabelle
| MP    | Match Points (Sieger = 2; Unentschieden = 1; Verlierer = 0) |
| Pkte. | Erzielte Karambolagen                                       |
| Aufn. | Benötigte Versuche                                          |
| GD    | Generaldurchschnitt                                         |
| BED   | Bester Einzeldurchschnitt eines Spielers                    |
| HS    | Höchstserie                                                 |
|       | Bester GD des Turniers                                      |
|       | Bester ED des Turniers                                      |
|       | Beste HS des Turniers                                       |
|       | 1. Platz (Gold)                                             |
|       | 2. Platz (Silber)                                           |
|       | 3. Platz (Bronze)                                           |

| Endklassement              | Endklassement    | Endklassement | Endklassement | Endklassement | Endklassement | Endklassement | Endklassement | Endklassement | Endklassement |
| Platz                      | Name             | MP            | SP            | Pkt.          | Aufn.         | GD            | BED           | BSD           | HS            |
| -------------------------- | ---------------- | ------------- | ------------- | ------------- | ------------- | ------------- | ------------- | ------------- | ------------- |
| 1                          | Wolfgang Zenkner | 4:0           | 7:1           | 400           | 14            | 28,57         | 33,33         | 50,00         | 95            |
| 2                          | Klaus Hose       | 2:2           | 5:3           | 310           | 16            | 19,37         | 25,00         | 100,00        | 115           |
| 3                          | Hans Wernikowski | 2:2           | 4:6           | 374           | 24            | 15,58         | 17,06         | 33,33         | 55            |
| 4                          | Harald Gast      | 0:4           | 2:8           | 173           | 22            | 7,86          | –             | 20,00         | 83            |
| Turnierdurchschnitt: 16,53 |                  |               |               |               |               |               |               |               |               |